# Nicola Gaffurini
Nicola Gaffurini, né le 15 décembre 1989 à Desenzano del Garda (Lombardie), est un coureur cycliste italien.

## Palmarès
- 2011
  - 2e de la Coppa San Sabino
- 2012
  - Grand Prix de la ville de Vinci
  - Coppa San Sabino
  - Circuit de Cesa
  - 2e du Grand Prix du Pays d'Aix
  - 3e du championnat d'Italie élites sans contrat
  - 3e du Mémorial Morgan Capretta
- 2013
  - Mémorial Lorenzo Mola
  - Piccola Sanremo
  - Coppa Messapica
  - 2e de la Coppa San Geo
  - 2e du Gran Premio della Lessinia
  - 2e du Trofeo SS Addolorata
  - 3e de la Coppa San Sabino
- 2014
  - Grand Prix San Giuseppe
  - Trophée Adolfo Leoni
  - Trophée international Bastianelli
  - Gran Premio Valdaso
- 2015
  - Giro delle Valli Aretine
  - 2e du Trophée international Bastianelli
  - 3e du Gran Premio Industria e Commercio Artigianato Carnaghese
- 2016
  - 2e du Trophée de la ville de Brescia
  - 3e du Giro del Medio Brenta
- 2017
  - Belgrade-Banja Luka II
  - Coppa della Pace
  - 2e du Grand Prix Adria Mobil
- 2018
  - 4e étape du Tour d'Albanie
  - 2e du Tour d'Albanie
  - 2e du Trophée de la ville de Brescia

## Classements mondiaux
| Année           | 2011 | 2012 | 2013 | 2014 | 2015 | 2016 | 2017 | 2018 |
| --------------- | ---- | ---- | ---- | ---- | ---- | ---- | ---- | ---- |
| UCI Europe Tour | 869e |      | 829e | 263e | 314e | 450e | 103e | 360e |
| UCI Asia Tour   |      |      |      |      |      | 181e |      |      |